# Třída Padma
Třída Padma je třída hlídkových člunů bangladéšského námořnictva. Pro námořnictvo bylo do roku 2019 objednáno 10 jednotek této třídy. Další tři získala pobřežní stráž země jako třídu Sonar Bangla.

## Stavba
Pět jednotek první série  této třídy postavila bangladéšská loděnice Khulna. Objednány byly roku 2010 a do služby byly všechny přijaty roku 2013. V lednu 2020 loděnice zahájila stavbu druhé pětikusové série třídy Padma určené pro bangladéšské námořnictvo.
Jednotky třídy Padma:
| Jméno                       | Série | Založení kýlu    | Spuštěna          | Vstup do služby    | Status  |
| --------------------------- | ----- | ---------------- | ----------------- | ------------------ | ------- |
| Padma (P312)                | I.    | 5. března 2011   | 8. října 2012     | 24. ledna 2013     | aktivní |
| Surma (P313)                | I.    | 5. března 2011   | 23. ledna 2013    | 29. srpna 2013     | aktivní |
| Aparajeya (P261)            | I.    | 5. března 2011   |                   | 23. prosince 2013  | aktivní |
| Adamya (P262)               | I.    | 5. března 2011   |                   | 23. prosince 2013  | aktivní |
| Atandra (P263)              | I.    | 5. března 2011   |                   | 23. prosince 2013  | aktivní |
| Shaheed Daulat (P411)       | II.   | 2. prosince 2019 | 14. února 2022    | 12. července 2023  | aktivní |
| Shaheed Farid (P412)        | II.   | 2. prosince 2019 | 22. června 2022   | 12. července 2023  | aktivní |
| Shahhed Mohibullah (P413)   | II.   | 2. prosince 2019 | 27. července 2022 | 12. července 2023  | aktivní |
| Shaheed Akhtar Uddin (P414) | II.   |                  | únor 2023         | 12. července 2023  | aktivní |
| Bishkhali (P415)            | II.   |                  | červen 2023       | 30. listopadu 2024 | aktivní |

V listopadu 2020 byla trojice hlídkových lodí na základě třídy Padma uvedena do provozu v pobřežní stráži jako třída Sonar Bangla, která je postavená ve stejné loděnici.
Jednotky třídy Sonar Bangla:
| Jméno                   | Založení kýlu | Spuštěna        | Vstup do služby    | Status  |
| ----------------------- | ------------- | --------------- | ------------------ | ------- |
| Sonar Bangla (P204)     | 2. října 2016 | 23. května 2018 | 15. listopadu 2020 | aktivní |
| Aparajeya Bangla (P205) | 2. října 2016 | 5. srpna 2018   | 15. listopadu 2020 | aktivní |
| Shadhin Bangla (P206)   | 2. října 2016 |                 | 15. listopadu 2020 | aktivní |

## Konstrukce

### Třída Padma První série
Plavidla námořnictva jsou vyzbrojena dvěma 37mm kanóny a dvěma 20mm kanóny. Pohonný systém tvoří dva diesely pohánějící dva lodní šrouby. Nejvyšší rychlost dosahuje 23 uzlů. Autonomie je 7 dní.

### Třída Padma Druhá série a Třída Sonar Bangla
Plavidla pobřežní stráže a druhé série třídy Padma jsou vyzbrojeny 30mm kanónem v dálkově ovládané zbraňové stanici, jedním 12,7mm kulometem a přenosnými protiletadlovými raketovými komplety.